# Antonia (película de 2001)
Antonia es una película chilena (2001) dirigida por Mariano Andrade y escrita por el mismo junto con Rosana Landaluce y producida por IMVAL Madrid, S.L. y Calatambo Producciones. Las grabaciones de la película comenzaron el 21 de agosto de 2000.

## Sinopsis
Protagonizada por Carolina Fadic y cuenta la historia de una mujer inteligente y exitosa ejecutiva, está sumida en una fuerte depresión, característica común de su condición de mujer profesional. 

## Elenco
- Carolina Fadic - Antonia Moltedo
- Jorge Zabaleta - Sebastián Arteaga
- Javier Lago - Martín Echeverría
- Loreto Moya - Susana Moltedo
- Carlos Paredes - González
- Samuel Guajardo - Medina
- Aníbal Reyna - Comisario
- Schlomit Baytelman - Psiquiatra
- Arturo Ruiz-Tagle - Enzo
- Marcial Edwards - Carlos
- Herber Ulrico

## Estreno
Con el estreno de "Antonia", el segundo largometraje del director viñamarino Mariano Andrade, el lunes 8 de octubre de 2001 partió oficialmente la XIII versión del Festival Internacional de Cine de Viña del Mar.[cita requerida]